# ایستگاه تحقیقاتی نگارستان
ایستگاه تحقیقاتی نگارستان یک منطقهٔ مسکونی در ایران است که در دهستان رامجرد دو واقع شده‌است. ایستگاه تحقیقاتی نگارستان ۴۰ نفر جمعیت دارد.